# Рангген
Рангген (нім. Ranggen) —  громада округу Інсбрук-Ланд у землі Тіроль, Австрія.
Рангген лежить на висоті  826 м над рівнем моря і займає площу  6,97 км². Громада налічує 983 мешканців. 
Густота населення 141/км².  
|                                  |
| Рангген на мапі округу та землі. |

 Адреса управління громади: Oberdorf 14, 6179 Ranggen. 

## Демографія
Історична динаміка населення міста за даними сайту Statistik Austria

## Виноски
1. ↑  Dauersiedlungsraum der Gemeinden Politischen Bezirke und Bundesländer - Gebietsstand 1.1.2018 — Статистичне управління Австрії.
2. ↑  https://www.statistik.at/blickgem/blick1/g70343.pdf
3. ↑   www.ranggen.at
4. ↑  Gemeindedaten von Ranggen

| Австрія | Це незавершена стаття з географії Австрії. Ви можете допомогти проєкту, виправивши або дописавши її. |